# Antigua Guatemala Fútbol Club
L'Antigua Guatemala Fútbol Club, meglio noto come Antigua GFC, è una società calcistica guatemalteca con sede nella città di Antigua Guatemala. Milita nella Liga Nacional, la massima serie del campionato guatemalteco.

## Storia
Nel 2024 ha raggiunto la semifinale di CONCACAF Central American Cup.

## Palmarès

### Competizioni nazionali
- Campionato guatemalteco: 3

Apertura 2015, Apertura 2016, Apertura 2017

## Organico

### Rosa 2020-2021
Aggiornata al 29 luglio 2020.
| N. |                       | Ruolo | Calciatore        |
| -- | --------------------- | ----- | ----------------- |
| 1  | Guatemala (bandiera)  | P     | Carlos Granados   |
| 2  | Guatemala (bandiera)  | D     | Moisés Hernández  |
| 3  | Costa Rica (bandiera) | D     | José Mena         |
| 4  | Colombia (bandiera)   | D     | Juan Osorio       |
| 5  | Guatemala (bandiera)  | C     | Marco Domínguez   |
| 8  | Guatemala (bandiera)  | C     | Benedicto Aldana  |
| 10 | Guatemala (bandiera)  | C     | Pablo Aguilar     |
| 12 | Guatemala (bandiera)  | C     | José Ardón        |
| 16 | Guatemala (bandiera)  | C     | Kener Lemus       |
| 17 | Messico (bandiera)    | C     | Omar Morales      |
| 18 | Messico (bandiera)    | D     | Ricardo Alvarez   |
| 19 | Guatemala (bandiera)  | A     | Robin Betancourth |
| 20 | Guatemala (bandiera)  | C     | Vidal Paz         |
| 21 | Guatemala (bandiera)  | C     | Christian Ojeda   |
| 23 | Guatemala (bandiera)  | A     | Albert Barrientos |
| 25 | Guatemala (bandiera)  | D     | Kener Lemus       |

| N. |                       | Ruolo | Calciatore          |
| -- | --------------------- | ----- | ------------------- |
| 26 | Guatemala (bandiera)  | D     | Cristian Jiménez    |
| 28 | Costa Rica (bandiera) | A     | Josué Martínez      |
| 30 | Guatemala (bandiera)  | C     | Marlon Sequen       |
| 31 | Guatemala (bandiera)  | P     | Luis Morán          |
| 32 | Guatemala (bandiera)  | A     | Mario Rodríguez     |
| 33 | Guatemala (bandiera)  | P     | Victor Ayala        |
| 71 | Guatemala (bandiera)  | A     | Christopher Ramirez |
| 77 | Guatemala (bandiera)  | C     | Jairo Arreola       |
| 99 | Argentina (bandiera)  | A     | Nicolás Martínez    |
|    | Guatemala (bandiera)  | D     | Allan Miranda       |
|    | Guatemala (bandiera)  | C     | Kevin Arriola       |
|    | Guatemala (bandiera)  | C     | D. J. Dean          |
|    | Guatemala (bandiera)  | C     | Kervin García       |
|    | Messico (bandiera)    | C     | Giovani Hernández   |
|    | Brasile (bandiera)    | A     | Cayo Lopes          |